# Oemona plicicollis
Oemona plicicollis là một loài bọ cánh cứng trong họ Cerambycidae.